# Centre del Carme
El Centre del Carme Cultura Contemporània (CCCC), dependent del Museu de Belles Arts de València, és un espai cultural ubicat a l'antic convent del Carme de la ciutat de València, seu del Consorci de Museus de la Generalitat Valenciana.
Actualment les exposicions d'art contemporani i les activitats culturals representen les principals ocupacions del Centre del Carme.

## Història
L'origen com a gran contenidor cultural es remunta al procés de desamortització d'edificis eclesiàstics del segle xix pel qual l'antic Convent del Carme va passar a mans de la Reial Acadèmia de Belles Arts de Sant Carles que va fundar el primer Museu del Carme l'any 1848, germen del Museu de Belles Arts de València.
El 1913, la gestió del museu passà a mans estatals. El 1946 i com a conseqüència dels danys patits per l'edifici durant la Guerra Civil, els fons del museu passaren a l'edifici del col·legi de Sant Pius V, on es troben actualment.
El convent del Carme va quedar en estat d'abandó fins als anys 1980, en què progressivament ha anat sent restaurat i ha tornat a ser seu de diverses institucions i ha acomplit funcions museístiques, ha sigut seu de l'Escola d'Arts i Oficis Artístics, subseu de l'IVAM com a Centre del Carme; s'hi pensà establir la Biblioteca Valenciana o, més recentment, es pensà d'instal·lar-hi un Museu del segle xix. Actualment, serveix de centre expositiu al Museu de Belles Arts de València. Fou declarat monument historicoartístic el 1983.
És l'any 2017, sota la direcció de José Luis Pérez Pont, quan el centre museístic i expositiu passa a denominar-se Centre del Carme Cultura Contemporània (CCCC) i canvia el seu concepte de museu i passa a acollir un ampli ventall de llenguatges i pràctiques artístiques representatives de la cultura actual com a arts visuals, arts escèniques experimentals, performance, cinema, música, art sonor, disseny, edició, llibres… El CCCC i el nou model gestió va ser ben rebut pel públic que va duplicar les visites en poc més de 6 anys.
El 2023, amb el canvi de govern a la Generalitat Valenciana ara amb el Partit Popular i Vox, aquest darrer al capdavant de la conselleria de Cultura, va fer fora al director i gerent Pérez Pont i situà com a responsable del centre i del Consorci de Museus a la secretària autonòmica de Cultura Paula Añó de forma interina. La decisió va causar malestar entre el sector artístic de la ciutat i motivà una sèrie de mobilitzacions a favor de la figura de Pérez Pont i el model del CCCC.

### Directors i directores del Centre del Carme
- Felipe Garin Llombart, de 2011 a 2016
- José Luis Pérez Pont, de 2016 a 2023
- Paula Añó Santiago (interina), de 2023 a l'actualitat

## Edifici
L'imponent Convent del Carme, d'època medieval, representa un conjunt conventual de primer ordre donat el bon estat de conservació tot i les continues adaptacions dels espais per a la funció expositiva.
Per al seu ús museístic es va encarregar en 1924 a l'arquitecte xativí Lluís Ferreres Soler l'ampliació, dissenyant la coneguda com Sala Ferreres, un espai rectangular envoltat per altres sales menors. Després de la seua defunció va ser Javier Goerlich l'encarregat d'enllaçar la nova sala i l'edifici vell amb la coneguda com Sala Goerlich.